# Élection présidentielle brésilienne de 2018
L'élection présidentielle brésilienne de 2018 a lieu au Brésil les 7 et 28 octobre 2018, dans le cadre des élections générales, afin d’élire le président de la République du pays, ainsi que le vice-président.
Le scrutin intervient dans un contexte de forte insécurité, de vives tensions politiques et d’accusations de corruption ayant discrédité une grande partie de la classe politique. La présidence du Brésil est alors assurée par Michel Temer, qui a succédé en 2016 à Dilma Rousseff, destituée par le Parlement alors que son parti, le Parti des travailleurs (PT), était au pouvoir depuis 2003.
L'élection est marquée par l’aboutissement de poursuites judiciaires controversées contre le favori du scrutin, l’ancien président Lula da Silva, qui est emprisonné et déclaré inéligible pour corruption. Il est remplacé par son colistier, Fernando Haddad.
La campagne voit également l’ascension du député d'extrême droite Jair Bolsonaro, dont la rhétorique violente et la nostalgie assumée pour la dictature militaire de 1964-1985 suscitent de vives controverses, tandis que ses thèmes de lutte contre l'insécurité et la corruption dominent la campagne. Il est grièvement blessé lors d'une tentative d'assassinat à son encontre, un mois avant le premier tour.
L’élection témoigne d'une nette baisse du PT ainsi que de la chute des autres partis traditionnels brésiliens. Après être arrivé en tête du premier tour, Jair Bolsonaro l’emporte face à Fernando Haddad avec 55,13 % des voix.

## Contexte institutionnel

### Modalités du scrutin
L'élection présidentielle, celles des deux chambres du Congrès et celles des assemblées et gouverneurs des États se tiennent en même temps.
Le président de la république fédérative du Brésil est élu au scrutin uninominal majoritaire à deux tours. Chaque candidat se présente avec un colistier, candidat à la vice-présidence.
Le vote est obligatoire pour les citoyens de 18 à 70 ans, et facultatif pour ceux âgés de 16 à 18 ans et les plus de 70 ans. Le scrutin a lieu au moyen d'urnes électroniques.
Selon les études de l'institut chilien Latinobarómetro, seuls 13 % des Brésiliens se disent satisfaits de leur système politique, le taux le plus faible du continent américain.

### Listes électorales
La Cour fédérale fait annuler les cartes électorales de 3,4 millions d’électeurs, soit 2,3 % de l’électorat brésilien, au motif qu’ils n’ont pas actualisé leur situation et ne se sont pas enregistrés dans le système biométrique. Selon la Folha de S.Paulo, cette décision a un fondement juridique mais pénalise particulièrement « les électeurs pauvres, majoritairement situés dans le Nordeste », qui votent traditionnellement à gauche. Le Parti des travailleurs et le Parti socialiste demandent à la Cour de revenir sur sa décision, ce que celle-ci refuse.

## Contexte politique

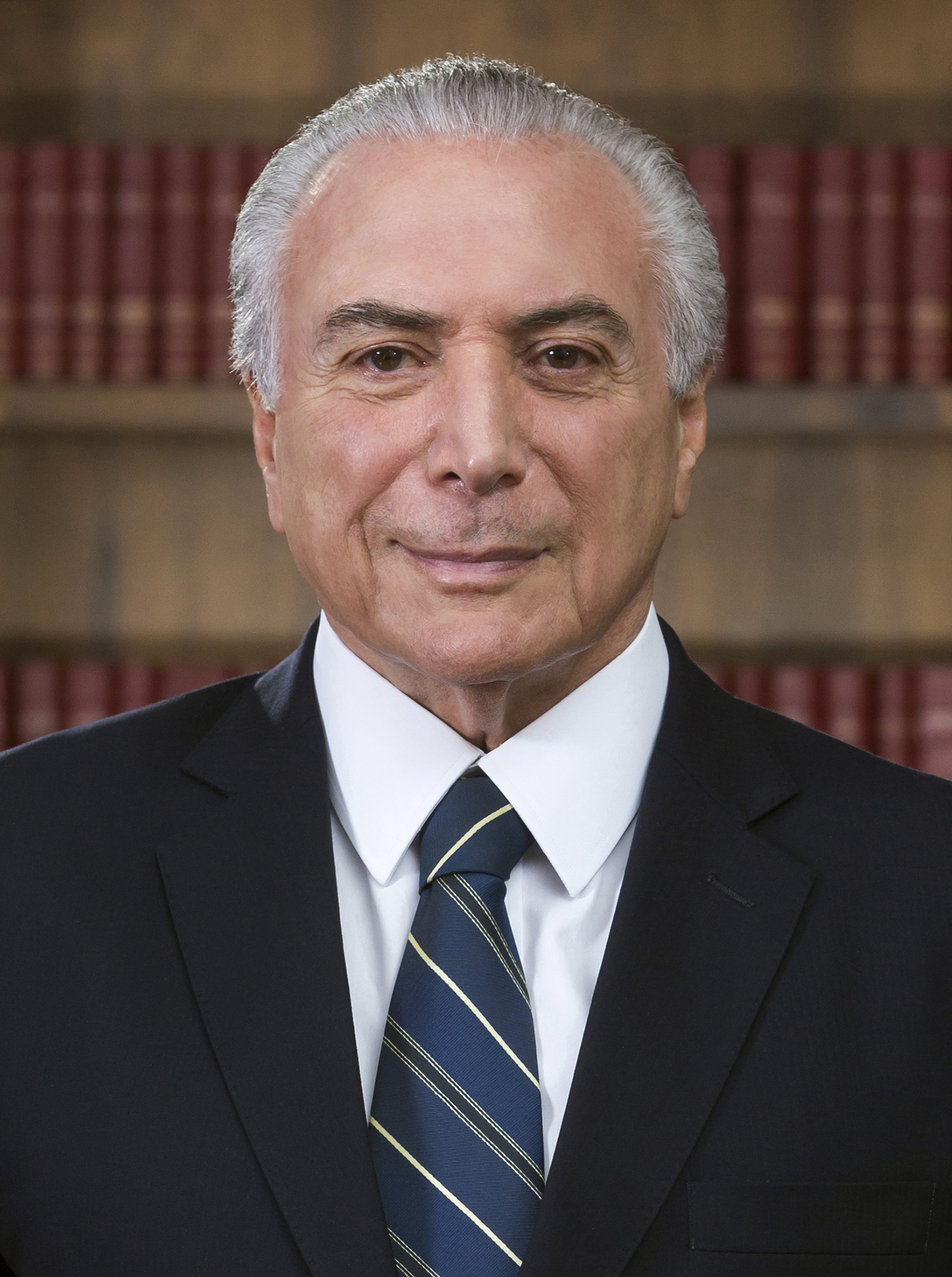
Michel Temer, président de la République sortant.

L’élection intervient deux ans après la destitution de Dilma Rousseff, qui a mis un terme à 13 ans de gouvernance du Parti des travailleurs. Son vice-président, Michel Temer (PMDB), partisan de sa destitution, lui a alors succédé à la tête du pays. Celui-ci est rapidement devenu très impopulaire du fait de sa politique d’austérité et d’accusations de corruption.
Le scrutin intervient en pleine opération Lava Jato, dans le cadre de laquelle de nombreuses personnalités politiques brésiliennes sont accusées de corruption.

## Candidats

### Retenus
Treize candidats sont autorisés à briguer la présidence de la République :
- Álvaro Dias[5],[6]
- Cabo Daciolo (pt)[7]
- Ciro Gomes[8]
- Geraldo Alckmin[7]
- Guilherme Boulos[9]
- Henrique Meirelles[10]
- Jair Bolsonaro[11]
- João Vicente Goulart (pt)[7]
- José Maria Eymael[7]
- Marina Silva[12],[7]
- João Amoêdo[13]
- Vera Lúcia (pt)[7]
- Fernando Haddad[14]

### Invalidé
- Luiz Inácio Lula da Silva (candidature invalidée par le Tribunal supérieur électoral le 31 août 2018)[15], remplacé par Fernando Haddad[16]

### Ayant renoncé
- Michel Temer[17], en faveur d’Henrique Meirelles
- Joaquim Barbosa (renonce en mai 2018 alors qu'il est en troisième position dans les sondages)[11],[18]
- Manuela d'Ávila[9], en faveur de Fernando Haddad (dont elle devient la colistière)
- Fernando Collor de Mello[19], en faveur d'Álvaro Dias
- Flávio Rocha (pt)[20], en faveur de Geraldo Alckmin
- Aldo Rebelo[21]
- Rodrigo Maia[22], en faveur de Geraldo Alckmin
- Aécio Neves, en faveur de Geraldo Alckmin

### Soutiens
Lula da Silva apporte son soutien à Fernando Haddad, qui s'affiche comme son candidat de substitution et lui rend visite chaque semaine dans sa prison jusqu'au premier tour. Par la suite, Fernando Haddad prend ses distances avec la figure historique du Parti des travailleurs, cherchant à rallier les voix centristes. Il reçoit le soutien implicite de Ciro Gomes en vue du second tour,.
La candidature de Jair Bolsonaro est particulièrement appréciée par les propriétaires terriens et les industriels. À la fin de la campagne du premier tour, la montée des intentions de vote en sa faveur est bien perçue par les marchés financiers. Des chefs d'entreprise sont accusés de faire pression sur leurs employés pour les pousser à voter pour lui,. Début octobre, le Front parlementaire de l’agro-négoce, qui regroupe 234 des 513 députés et 27 des 81 sénateurs, lui apporte son soutien. Jair Bolsonaro est également soutenu par des personnalités comme Ronaldinho, Lucas Moura, Rivaldo, Marcelo Filho, Cafu, Felipe Melo, Jádson, José Aldo et Gusttavo Lima,,,,,. Neymar (PSG) et Gabriel Jesus (Manchester City), s'ils n'ont pas explicitement soutenu Bolsonaro durant la campagne, ont eux réagi positivement à des publications sur les réseaux sociaux appelant à voter pour lui, notamment une publication Instagram d’Alan Patrick du Shaktar Donetsk.
Pendant l'entre-deux tours, alors que la campagne sur les réseaux sociaux n'a jamais été aussi forte par le passé au Brésil, Facebook ferme 68 pages et 43 comptes de soutien à Jair Bolsonaro. Alors que le réseau social justifie sa décision par le non-respect de sa politique d'authentification, les partisans du candidat d'extrême droite parlent de censure. Des entreprises sont soupçonnées d'avoir financé l'envoi massif de messages anti-PT sur internet, à un prix pouvant atteindre 2,8 millions d'euros par contrat.

## Campagne

### Scandales de corruption

#### Entourant le PSDB
Entre 2015 et 2016, Aécio Neves, candidat du PSDB défait de justesse au second tour de l’élection présidentielle de 2014, est donné grand favori de l’élection présidentielle à venir,,. Mais des scandales de corruption ont raison de sa popularité et conduisent à son remplacement par Geraldo Alckmin, crédité d'un niveau d’intentions de vote beaucoup plus faible.
Le 5 septembre 2018, le ministère public accuse Geraldo Alckmin d'avoir accepté dix millions de reais (2,1 millions d'euros) de fonds de campagne illicites d'Odebrecht alors qu'il était gouverneur de Sao Paulo.

#### Inéligibilité de Lula et enquête sur Haddad

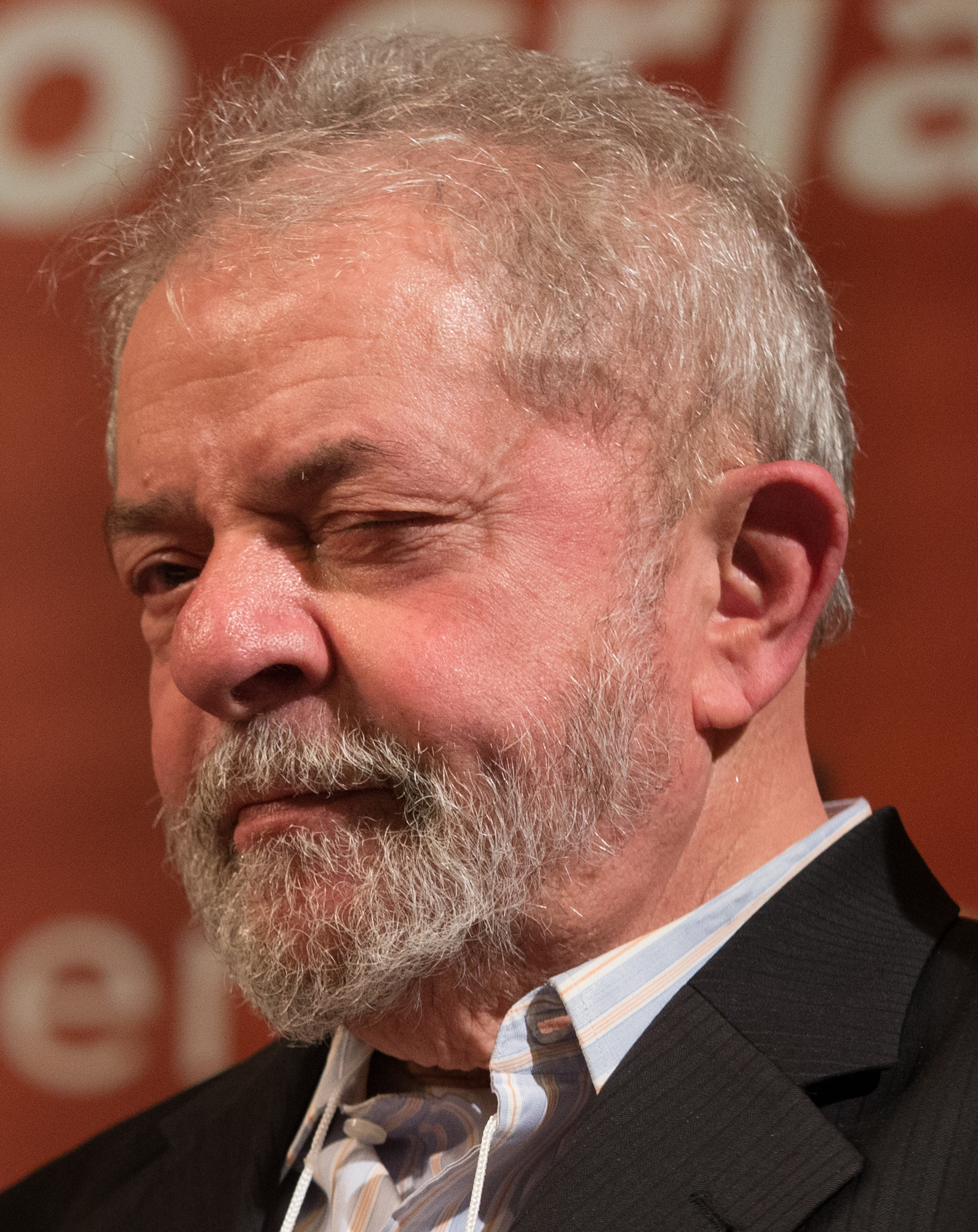
Lula da Silva en 2017.

Dès la réélection de Dilma Rousseff, en 2014, Luiz Inácio Lula da Silva laisse entendre qu'il souhaite briguer un nouveau mandat de chef de l’État. Il est donné favori dans les sondages, qui indiquent qu’il est majoritairement soutenu par les ménages les plus modestes, qui forment son électorat traditionnel, tandis que le candidat d’extrême droite Jair Bolsonaro le talonne chez les jeunes et l’emporte chez les hauts revenus,,,,.
La candidature de Lula est invalidée par le Tribunal supérieur électoral le 31 août 2018, en raison de la loi du « casier judiciaire vierge » (ficha limpa). Le 5 septembre, Lula annonce déposer des recours auprès de ce tribunal et de l'ONU. Son recours au Tribunal suprême électoral est rejeté et le PT se voit sommé de désigner un nouveau candidat. Fernando Haddad est alors désigné pour le remplacer.
Le 4 septembre 2018, Fernando Haddad, colistier de Lula et favori à sa succession après son inéligibilité, est mis en accusation pour des soupçons de corruption liés à sa campagne municipale de 2012,.

### Fausses nouvelles
La campagne est aussi marquée par une diffusion particulièrement importante de fausses nouvelles sur internet, ciblant en particulier Fernando Haddad et le Parti des travailleurs,,.
Jair Bolsonaro dénonce « l'endoctrinement des enfants à l'homosexualité orchestré par le Parti des travailleurs ». À la télévision, il brandit la version portugaise du Le Guide du zizi sexuel de Zep et affirme que le livre fait partie d'un « kit gay » diffusé dans les écoles brésiliennes pour promouvoir l'homosexualité et qu’il constitue « une porte ouverte vers la pédophilie ». Selon Le Monde, le manuel n'a en réalité jamais été distribué aux écoles.

### Violences
De l’avis de nombreux experts, il s'agit de la campagne la plus violente que le Brésil ait connue.
En février 2018, la caravane de Lula essuie des tirs, qui ne font pas de blessés. Fin août, des militants PSOL sont agressés alors qu'ils assistent à un meeting électoral. Le candidat d'extrême droite Jair Bolsonaro mime régulièrement le geste de fusiller ses opposants, notamment les journalistes et les militants de gauche. Le 8 octobre, quelques heures après le premier tour de l'élection, un sympathisant de gauche est tué par un partisan de Jair Bolsonaro au cours d'une discussion politique.

#### Tentative d'assassinat de Bolsonaro

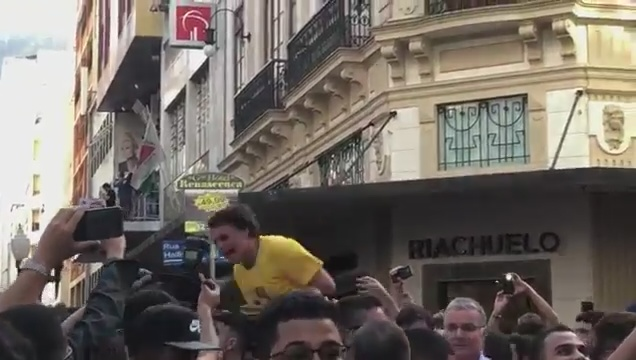
Jair Bolsonaro blessé à l'arme blanche, le 6 septembre 2018 à Juiz de Fora.

Le 6 septembre 2018, Jair Bolsonaro est grièvement blessé à l'arme blanche lors d'un meeting se tenant à Juiz de Fora. Se trouvant dans un état critique, il subit plusieurs interventions chirurgicales,,. L’assaillant présumé — militant de gauche et ancien membre du parti PSOL — déclare avoir tenté de le tuer pour « des motifs politiques, religieux, et également en raison des préjugés que montre Bolsonaro à chaque fois qu’il parle de race, de religion et des femmes »,,. Rapidement, les partisans de Bolsonaro accusent le Parti des travailleurs, avec qui ils s’affirment en « guerre », tandis que les observateurs estiment que l'attentat pourrait faire baisser le taux de rejet du candidat,. Cette tentative d’assassinat, désavouée par la classe politique, conduit à la suspension de la campagne électorale.
Il ne sort de l'hôpital que plus de trois semaines plus tard, le 29 septembre, après plusieurs interventions chirurgicales. Le candidat est alors à son plus haut dans les sondages, avec autour de 30 % des voix annoncées, malgré des propos homophobes et misogynes qui amènent à d'importantes manifestations, notamment de femmes. Bolsonaro bénéficie ainsi, en dépit de ses positions clivantes, du soutien de nombreux Brésiliens en raison de ses prises de position très dures au sujet de l'insécurité ainsi que d'une carrière exempte d'accusations de corruption.

#### Après le premier tour
Des associations de défense des personnes LGBT dénoncent un regain de violences homophobes dans le sillage du bon résultat de Jair Bolsonaro. Portés par leurs très bons résultats au premier tour, des militants favorables à Jair Bolsonaro commettent des agressions contre des sympathisants de gauche ou des militants du Mouvement des paysans sans terre. Bolsonaro demande l'arrêt de ces violences et déclare : « Qui a été poignardé ? C'est moi. Si quelqu'un qui porte un T-shirt à mon nom commet un excès, qu'est-ce que j'ai à voir avec cela ? Je demande aux gens d'arrêter, mais je n'ai pas le contrôle. La violence vient de l'autre côté ».

### Programmes

#### Jair Bolsonaro

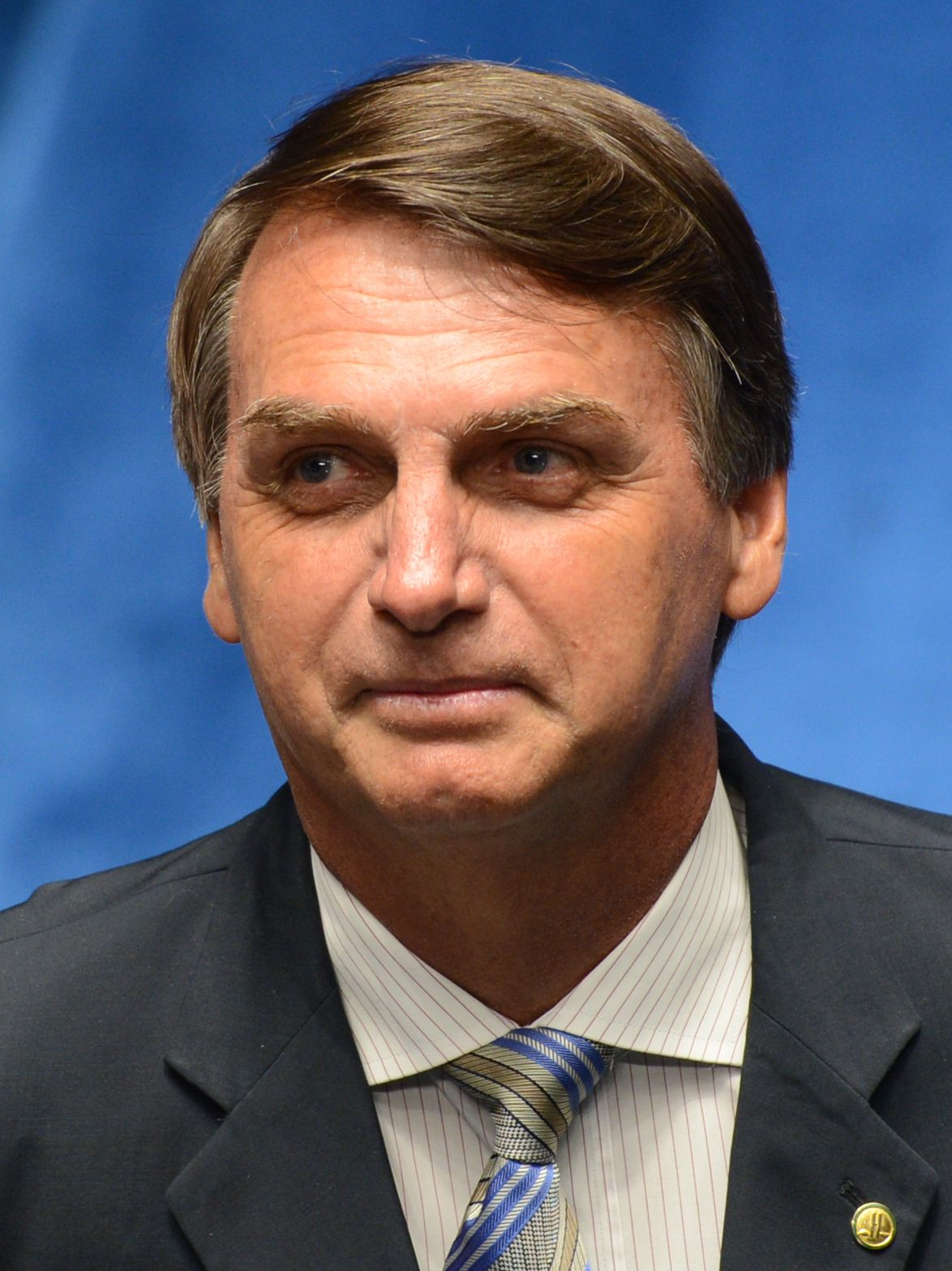
Jair Bolsonaro

Le programme économique de Jair Bolsonaro est principalement rédigé par son conseiller Paulo Guedes, de sensibilité néolibérale. Il comprend la privatisation d'entreprises publiques, une plus grande dérégulation du secteur financier, la limitation des retraites par répartition, la réduction du nombre de ministères, et l'approfondissement des mesures de flexibilisation de la main-d'œuvre. Sur les questions fiscales, il prévoit de réduire de moitié le taux d’imposition sur les entreprises et d'augmenter l’impôt sur le revenu. Jair Bolsonaro est par ailleurs opposé aux revendications des paysans sans terre et des communautés indigènes. Dans l’entre-deux-tours, il modère son discours en promettant un programme de privatisations moins important que ce qu’il avait initialement annoncé — notamment pour Eletrobras et Petrobras — et en adoucissant son projet de réforme des retraites. En outre, il annonce renoncer à la suppression du treizième mois des salariés, que prévoyait son programme avant le premier tour, et se prononce pour son inclusion dans le programme social Bolsa Família. Il continue par ailleurs à tenir un discours protectionniste en dénonçant l’importance des investissements de la Chine dans le pays,.
Sur les questions environnementales, il se prononce pour le retrait du Brésil de l'accord de Paris sur le climat et la suppression du ministère de l'Environnement ; il entend également construire une autoroute traversant la forêt amazonienne, priver les communautés indigènes de leurs droits actuels afin d'ouvrir leurs territoires aux entreprises minières, assouplir les lois relatives à la protection de l'environnement et expulser des ONG écologistes.
Dans l'entre-deux-tours, Jair Bolsonaro menace un certain nombre de ses opposants. Il annonce « une purge comme le Brésil n'en a jamais connue » contre les « gauchistes hors-la-loi », dont il dit qu'« ils vont devoir se soumettre à la loi comme tout le monde. Ou ils s'en vont ou ils vont en prison. »,. Notamment, il promet à Lula ainsi qu'à son adversaire Fernando Haddad qu'ils vont « moisir en prison ». Il qualifie le mouvement des sans-terre, qui défend les paysans brésiliens non propriétaires, de « terroristes ».

#### Fernando Haddad

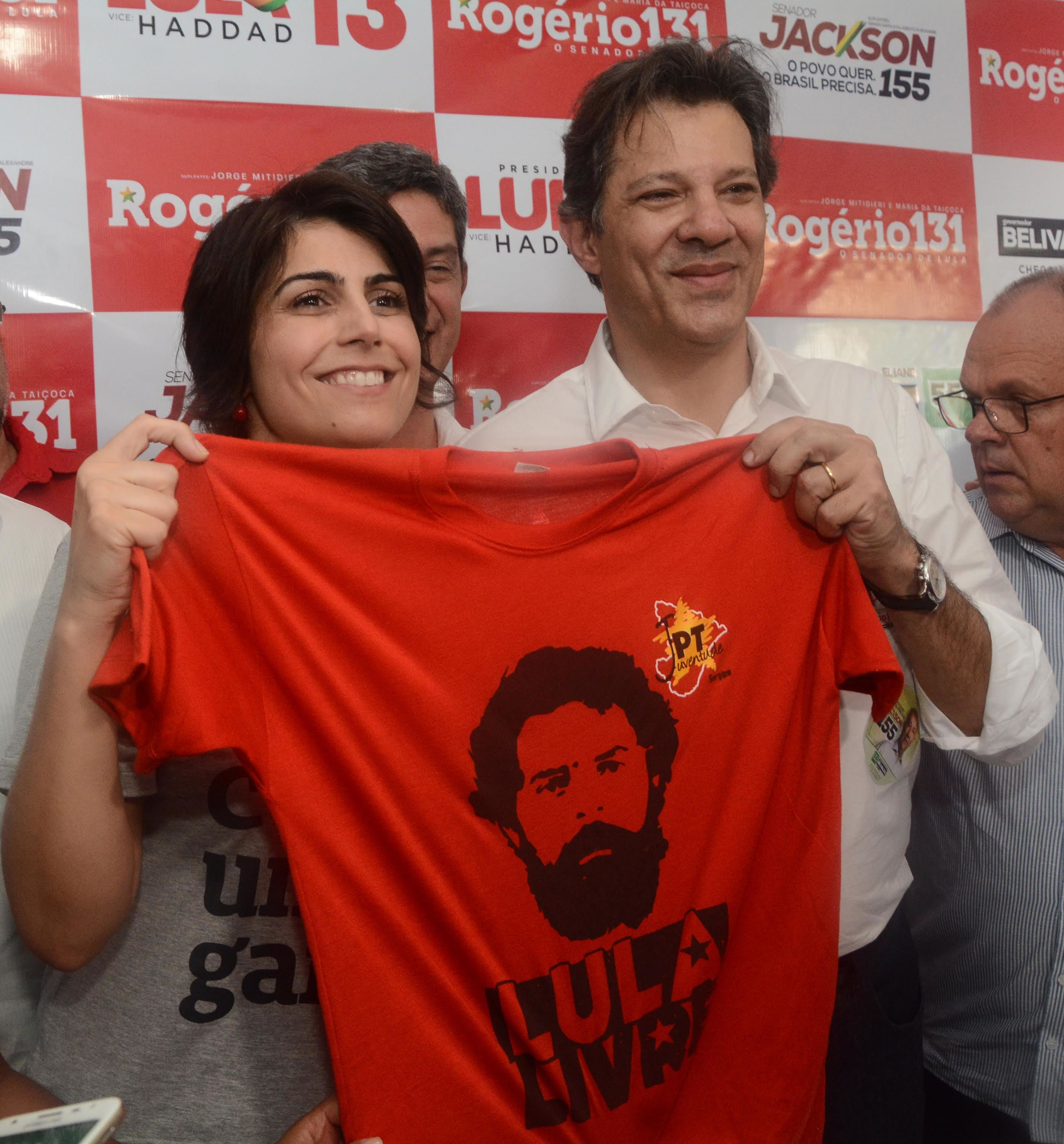
Fernando Haddad avec sa colistière, Manuela d'Ávila.

Fernando Haddad propose une réforme fiscale et bancaire afin de réduire les taux d’intérêts ainsi qu’un plan de renégociation de la dette individuelle. Il reste cependant relativement modéré afin de ne pas effrayer les marchés financiers.
Favorable au planning familial, il ne mentionne pas la question de l’avortement dans son programme, mais sa candidate à la vice-présidence, Manuela d'Ávila, milite en faveur de la législation de l'avortement, sujet très polémique en raison de la puissance des mouvements conservateurs,. En matière environnementale, bien que s’opposant à l’extension de la culture de céréales en Amazonie, il se prononce en faveur de la reprise des travaux sur la BR-319, une autoroute de 890 km située dans une des régions les plus préservées d’Amazonie.

### Entre-deux tours
Après le premier tour, afin d’obtenir les voix des centristes, Fernando Haddad cherche à se distancier de Lula, à qui il ne rend plus visite en prison, et abandonne toute référence au PT. De son côté, Jair Bolsonaro modère son programme économique,.
Le 18 octobre 2018, le Folha de S.Paulo affirme que des hommes d'affaires proches de Bolsonaro auraient versé de l'argent pour la diffusion sur WhatsApp des messages favorables au candidat. Le 19 octobre, le Tribunal suprême électoral (TSE) ouvre une enquête.
Aucun débat télévisé d'entre-deux tours n'a lieu. Après s'être opposés à sa participation à tout débat durant les dix premiers jours, les médecins de Jair Bolsonaro l'autorisent à y prendre part sous conditions,. Mais celui-ci refuse, invoquant des raisons stratégiques,.

### Premier tour

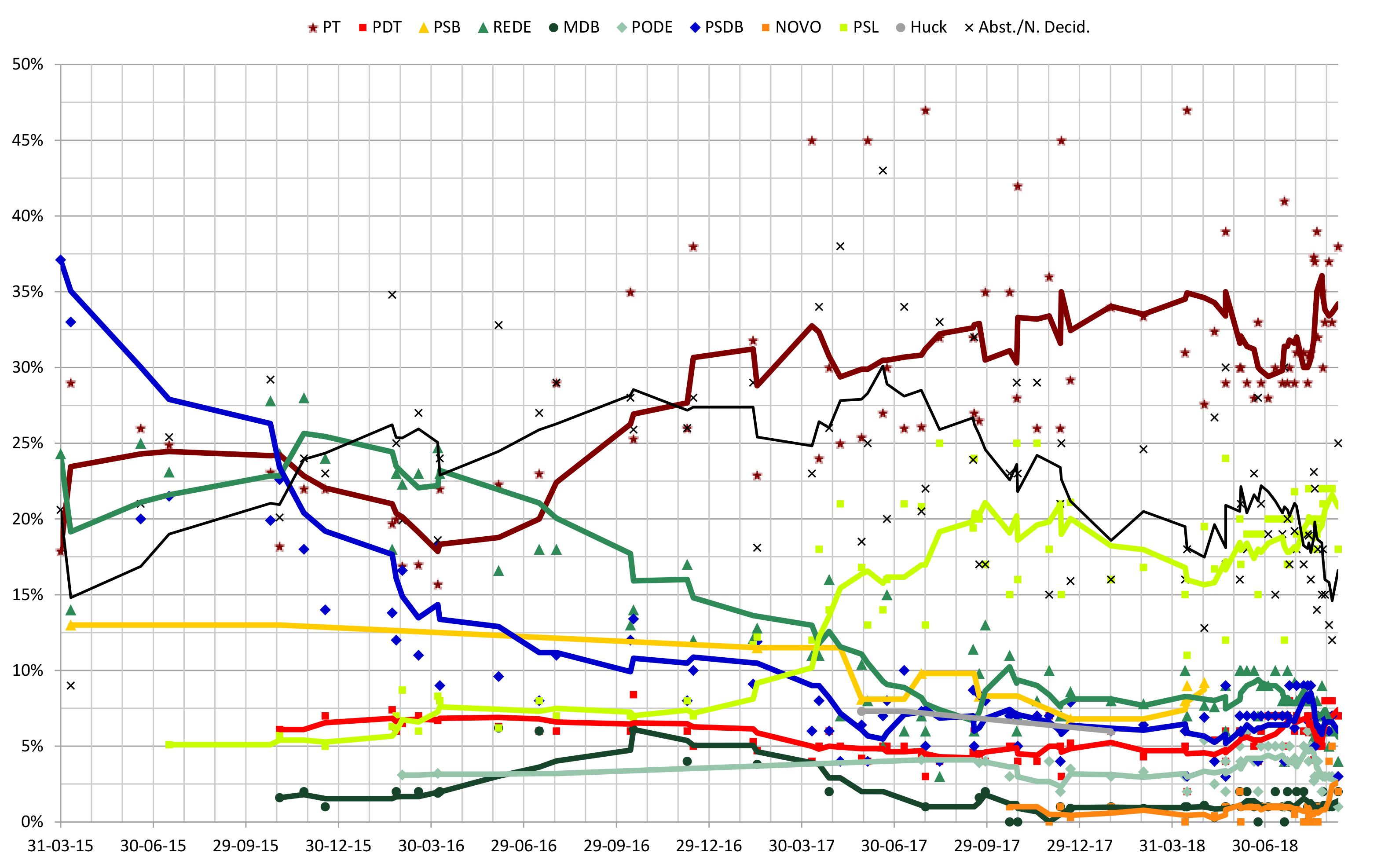
Sondages d'opinion avant le retrait de Lula.

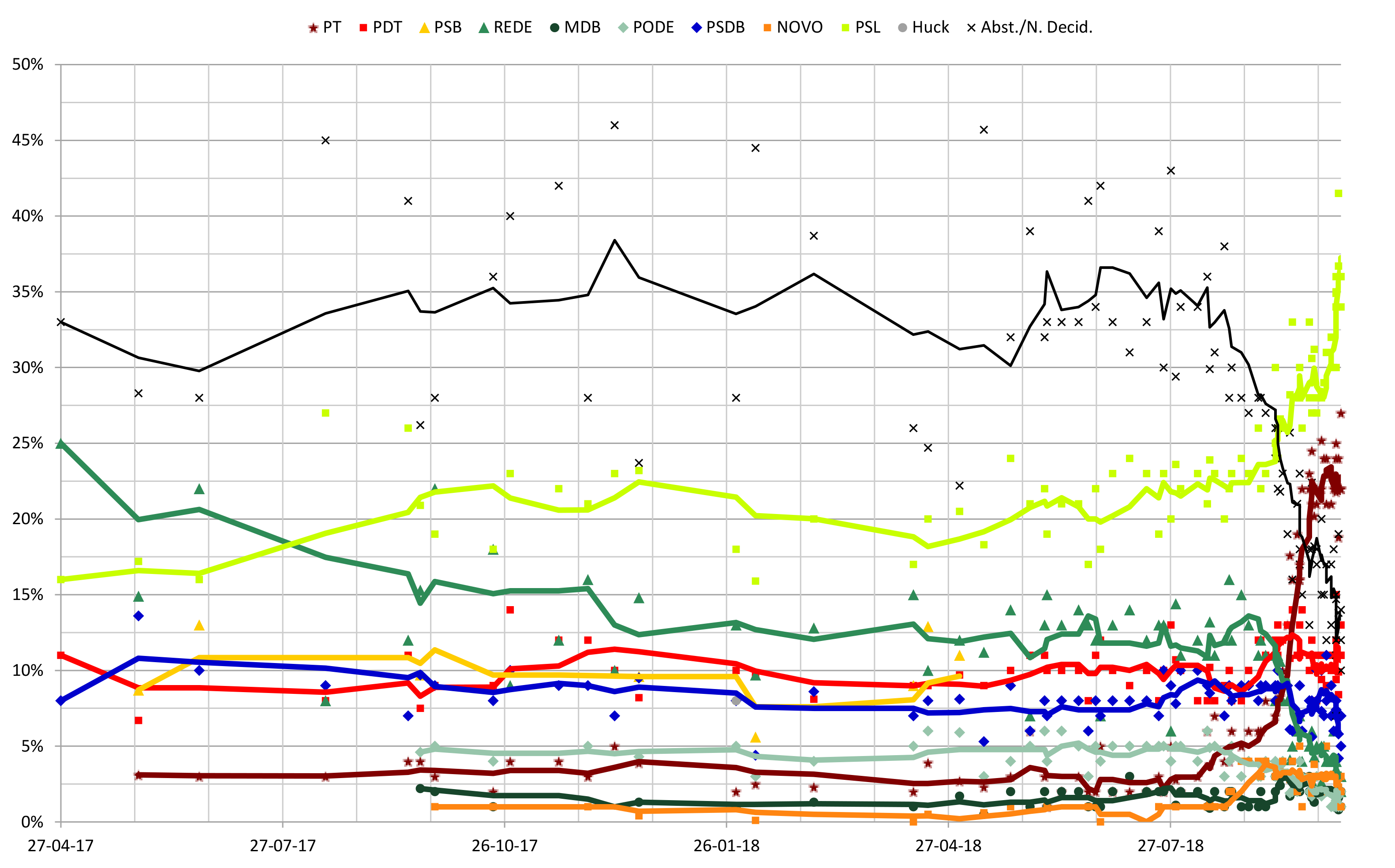
Sondages d'opinion en l’absence de candidature de Lula.

### Second tour

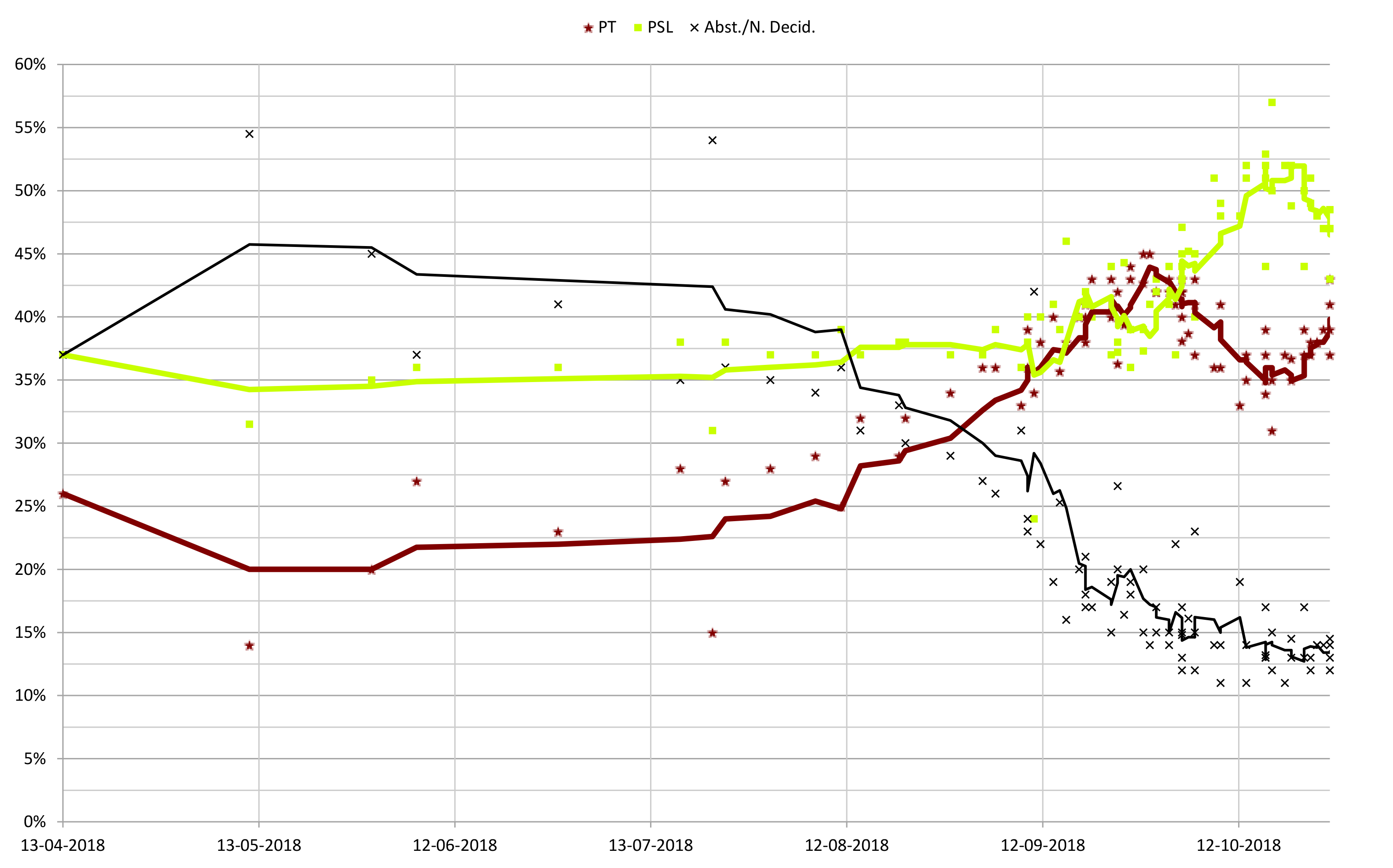
Sondages d'opinion du second tour entre Jair Bolsonaro (en vert) et Fernando Haddad (en rouge).

## Résultats

Candidat arrivé en tête au premier tour par État.

Candidat arrivé en tête au second tour par État.

| Candidat                 | Candidat                 | Colistier                | Parti                    | Premier tour | Premier tour | Second tour | Second tour |
| Candidat                 | Candidat                 | Colistier                | Parti                    | Voix         | %            | Voix        | %           |
| ------------------------ | ------------------------ | ------------------------ | ------------------------ | ------------ | ------------ | ----------- | ----------- |
|                          | Jair Bolsonaro           | Hamilton Mourão          | PSL                      | 49 277 010   | 46,03        | 57 797 847  | 55,13       |
|                          | Fernando Haddad          | Manuela d'Ávila          | PT                       | 31 342 051   | 29,28        | 47 040 906  | 44,87       |
|                          | Ciro Gomes               | Kátia Abreu              | PDT                      | 13 344 371   | 12,47        |             |             |
|                          | Geraldo Alckmin          | Ana Amélia               | PSDB                     | 5 096 350    | 4,76         |             |             |
|                          | João Amoêdo              | Christian Lohbauer       | NOVO                     | 2 679 745    | 2,50         |             |             |
|                          | Cabo Daciolo             | Suelene Balduino         | PATRI                    | 1 348 323    | 1,26         |             |             |
|                          | Henrique Meirelles       | Germano Rigotto          | MDB                      | 1 288 950    | 1,20         |             |             |
|                          | Marina Silva             | Eduardo Jorge            | REDE                     | 1 069 578    | 1,00         |             |             |
|                          | Álvaro Dias              | Paulo Rabello de Castro  | PODE                     | 859 601      | 0,80         |             |             |
|                          | Guilherme Boulos         | Sônia Guajajara          | PSOL                     | 617 122      | 0,58         |             |             |
|                          | Vera Lúcia Salgado       | Hertz Dias               | PSTU                     | 55 762       | 0,05         |             |             |
|                          | José Maria Eymael        | Hélvio Costa             | DC                       | 41 710       | 0,04         |             |             |
|                          | João Vicente Goulart     | Léo Dias                 | PPL                      | 30 176       | 0,03         |             |             |
|                          |                          |                          |                          |              |              |             |             |
| Votes valides            | Votes valides            | Votes valides            | Votes valides            | 107 050 749  | 91,21        | 104 838 753 | 90,43       |
| Votes blancs             | Votes blancs             | Votes blancs             | Votes blancs             | 3 106 936    | 2,65         | 2 486 593   | 2,14        |
| Votes nuls               | Votes nuls               | Votes nuls               | Votes nuls               | 7 206 223    | 6,14         | 8 608 105   | 7,43        |
| Total des votes          | Total des votes          | Total des votes          | Total des votes          | 117 363 908  | 100          | 115 933 451 | 100         |
| Abstention               | Abstention               | Abstention               | Abstention               | 29 942 387   | 20,33        | 31 371 704  | 21,30       |
| Inscrits / participation | Inscrits / participation | Inscrits / participation | Inscrits / participation | 147 306 295  | 79,67        | 147 306 294 | 78,70       |

| Jair Bolsonaro (55,13 %) |  |  | Fernando Haddad (44,87 %) |
| ▲                        |  |  |                           |
| Majorité absolue         |  |  |                           |

## Analyses
Jair Bolsonaro obtient une très nette majorité auprès des classes moyennes et aisées. Le Parti des travailleurs conserve le soutien des classes très pauvres : les électeurs du nord-est du Brésil, la région la plus pauvre du pays, placent Fernando Haddad en tête avec 42 %, contre 23 % pour Bolsonaro. Cependant, le candidat d'extrême droite parvient à dépasser son électorat traditionnel (jeunes, blancs, éduqués, classes moyennes et supérieures) en captant le vote d’électeurs de gauche inquiets de la montée de l'insécurité et de la corruption dans le pays,. Ainsi, dans le quartier de Brasilia Teimosa à Recife, fief historique du PT, les électeurs placent Jair Bolsonaro en tête.
À ce propos, l’historienne spécialiste du Brésil Maud Chirio précise : « Ce n’est pas seulement un vote de colère et de rejet, c’est aussi un vote d’adhésion à un discours ultra-conservateur qui vise à rétablir les hiérarchies sociales. C’est un vote qui veut en finir avec les politiques dynamiques d’inclusion sociale mises en place sous Lula, un vote marqué par un très fort conservatisme social. » Elle assure que l'arrivée de Bolsonaro à la présidence serait « pire qu’un retour aux années de plomb » en raison de la filiation du député avec les partisans les plus « fascisants » de la dictature militaire et de la présence d'une large « base sociale » pour le soutenir une fois au pouvoir : « une foule absolument motivée par l’action violente et le fait, non seulement d’acquiescer à un État répressif, mais d’elle-même prendre l’initiative de la violence politique ».
Les chercheurs Laura Barros et Manuel Santos écrivent : « La victoire surprenante de Bolsonaro à la présidentielle brésilienne s’explique en partie par la manière dont la crise économique a interagi avec les normes de genre en vigueur. Dans les régions où les hommes connaissent des licenciements plus nombreux, on constate une augmentation de la part des votes en faveur de Bolsonaro. En revanche, dans les régions où les femmes subissent davantage de suppressions d’emplois, ses résultats électoraux sont proportionnellement plus faibles. Cela peut s’expliquer par le fait que les hommes se sentent plus poussés à voter pour un personnage qui incarne les stéréotypes masculins de sorte à compenser la baisse du statut économique et social ».

## Suites
En juin 2019, le journal d'investigation The Intercept accuse le juge Sérgio Moro et les enquêteurs chargé de l'enquête anticorruption Lava Jato d'avoir comploté entre eux pour empêcher Luiz Inácio Lula da Silva de se présenter à l'élection présidentielle de 2018,.